# Urzejowice
Urzejowice [pronunciación en polaco: /uʐɛjɔˈvʲlo͡sɛ/] (en ucraniano: Ужейовичі, Uzheyovychi) es un pueblo ubicado en el distrito administrativo de Gmina Przeworsk, dentro del Condado de Przeworsk, Voivodato de Subcarpacia, en el sur de Polonia oriental. Se encuentra aproximadamente a 7 kilómetros al suroeste de Przeworsk y a 34 kilómetros al este de la capital regional Rzeszów.
El pueblo tiene una población de 1,800 habitantes.